# 克什米爾的普什圖人
克什米爾的普什圖人，是指生活在查謨-克什米爾地區仍說普什圖語和遵守普什圖瓦里原則的普什圖人。雖然確切的數字很難確定，粗略估計，這些普什圖人的人數超過10萬。許多普什圖人都隨著時間的推移被吸收克什米里亞特(克什米爾人原則)並用克什米爾語作為他們的第一語言。

## 歷史
印度的查謨和克什米爾邦有大量普什圖語人口，雖然他們的確切數字很難確定，但已知在1954年至少超過100,000人。他們在克什米爾山谷游牧被授予印度國籍。直到今天部落支爾格大會經常舉行。普什圖人來到克什米爾多是在18世紀阿富汗統治時期，但許多人是在多格拉人大君古拉卜·辛格統治時期來到王國邊境服兵役。
普什圖人也顯著存在於印度陸軍以及查謨和克什米爾警察。
儘管印度和阿富汗的友好關係，但對克什米爾的普什圖人而言印度共和國對不等於阿富汗。